# 卡拉马里亚
卡拉马里亚（希臘語：Καλαμαριά）是希腊中马其顿大区塞萨洛尼基专区的市镇，位于塞萨洛尼基主城区东南5公里。市镇面积为6.40平方公里，2021年人口数量为92,248人，居塞萨洛尼基都会区第二位。

## 姐妹城市
- 賽普勒斯帕福斯
- 美国克利尔沃特